# Maria Gambarelli
Pour les articles homonymes, voir Gambarelli.
Maria Gambarelli (surnommée Gamby), née le 7 avril 1900 à La Spezia (Ligurie, Italie) et morte le 4 février 1990 à Huntington (État de New York), est une actrice et danseuse américaine d'origine italienne.

## Biographie

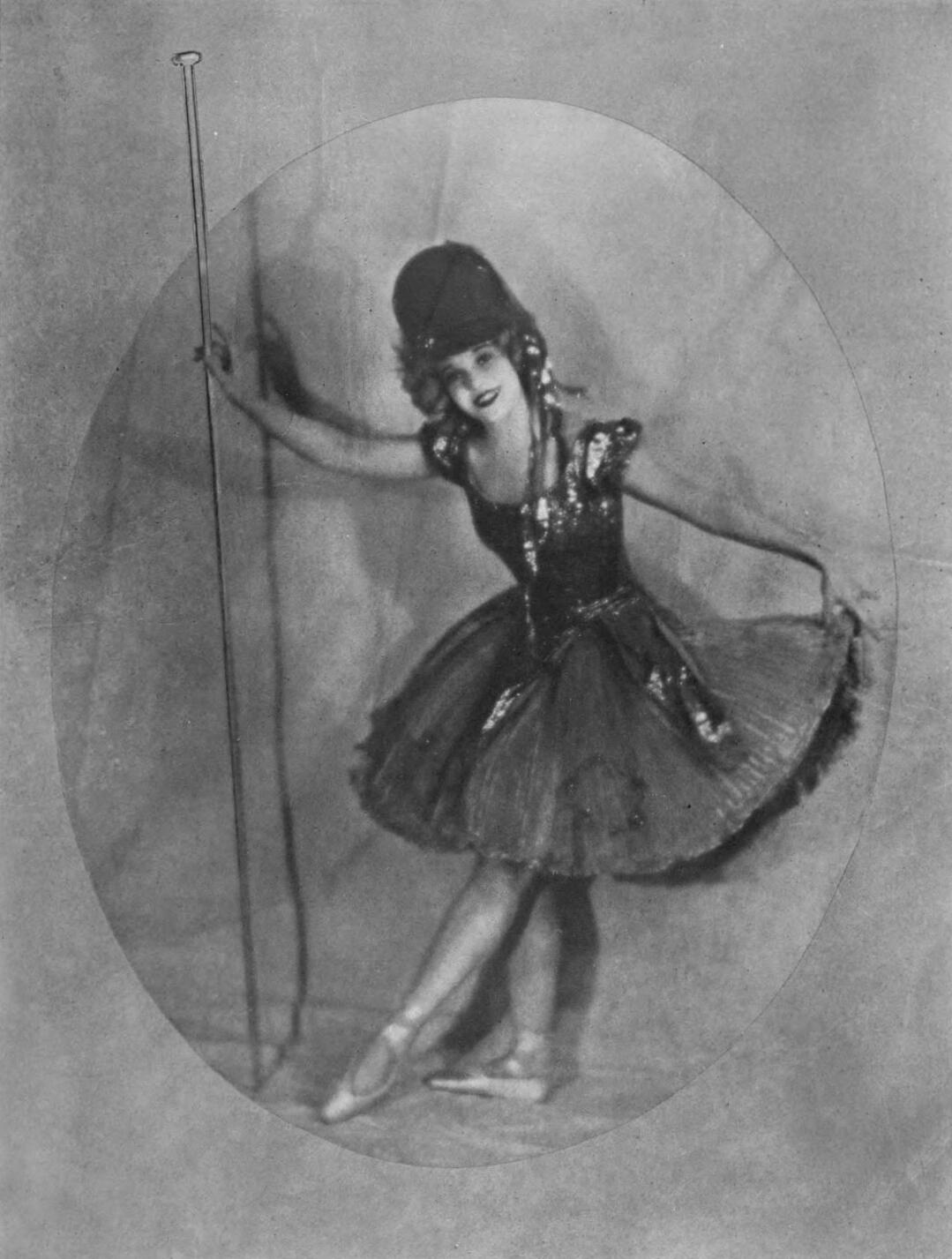
Photographiée en 1922

Ses parents ayant émigré à New York lorsqu'elle est en bas âge, Maria Gambarelli devient citoyenne américaine et entame en 1908 une formation de danseuse à l'école de danse du Metropolitan Opera (abrégé « Met »). En 1914, Rosina Galli (également d'origine italienne) devient première danseuse du Met et participe à l'apprentissage de sa cadette (qui obtient un premier petit rôle non crédité de danseuse à 13 ans, la même année 1914 au Met, dans Aida de Giuseppe Verdi). Gamby est à son tour première danseuse du Met, de 1939 à 1941.
Elle débute adulte au Met en novembre 1938 à nouveau dans Aida de Verdi (jusqu'en 1939). Outre des performances de gala et en tournée sur le territoire des États-Unis (ex. : La Bohème de Giacomo Puccini en 1939 à Dallas), toujours au Met, elle se produit dans Lakmé de Léo Delibes (1938-1939), Carmen de Georges Bizet (1939) et Louise de Gustave Charpentier (1939-1940).
Parallèlement, elle entame dans son pays d'adoption une carrière d'actrice, apparaissant en 1935 dans le court métrage américain La Fiesta de Santa Barbara, puis dans deux longs métrages américains sortis cette même année, dont Le Mirage de l'amour d'Alfred E. Green (avec Nino Martini et Anita Louise).
Elle effectue ensuite un bref séjour dans son pays natal, où elle tourne un premier film italien sorti en 1937, Il dottor Antonio d'Enrico Guazzoni (avec Ennio Cerlesi et Lamberto Picasso). Plus tard, après avoir arrêté sa carrière de danseuse, elle revient à l'écran de nouveau en Italie, dans deux ultimes films italiens sortis en 1955, Femmes entre elles de Michelangelo Antonioni (avec Eleonora Rossi Drago et Valentina Cortese) et L'Aigle rouge de Leopoldo Savona (avec Frank Latimore et Maria Fiore).
Enfin, pour la télévision américaine, elle contribue à une unique série, Naked City, à l'occasion d'un épisode diffusé en 1959.
Maria Gambarelli meurt en 1990, à 89 ans.

## Opéras
(comme danseuse, au Met sauf mention contraire)
- 1938-1939 : Aida de Giuseppe Verdi, avec Maria Caniglia (puis Rose Bampton, rôle-titre) et Giovanni Martinelli (puis Beniamino Gigli, Radamès), direction musicale Ettore Panizza (en)
- 1938-1939 : Lakmé de Léo Delibes, avec Lily Pons (rôle-titre), direction musicale Wilfrid Pelletier
- 1939 : Carmen de Georges Bizet, avec Bruna Castagna (en) (rôle-titre), Giovanni Martinelli (Don José) et Ezio Pinza (Escamillo), direction musicale Gennaro Papi
- 1939 : La Bohème de Giacomo Puccini, avec Grace Moore (Mimi) et Charles Kullman (Rodolfo), direction musicale Gennaro Papi (à Dallas)
- 1939-1940 : Louise de Gustave Charpentier, avec Grace Moore (rôle-titre) et Ezio Pinza (le père), direction musicale Ettore Panizza

## Filmographie complète

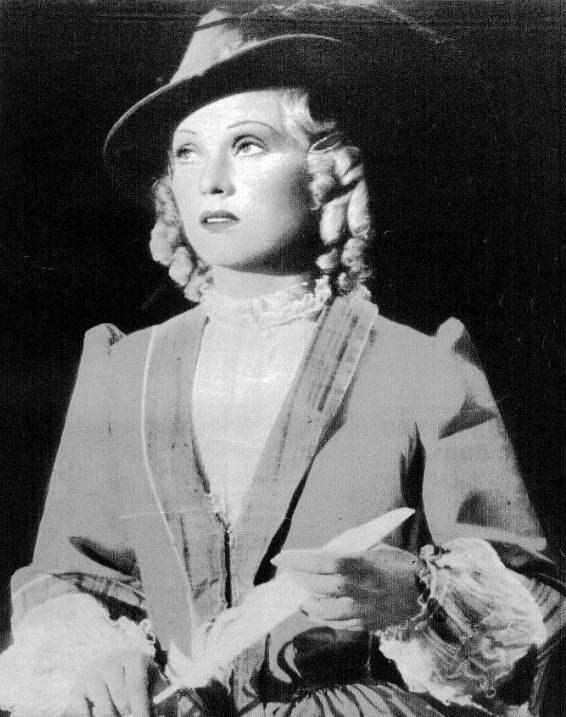
Dans Il dottor Antonio (1937)

### Cinéma

#### Films américains
- 1935 : La Fiesta de Santa Barbara de Louis Lewyn (court métrage) : elle-même
- 1935 : Le Mirage de l'amour (Here's to Romance) d'Alfred E. Green : Rosa
- 1935 : Hooray for Love (en) de Walter Lang : elle-même

#### Films italiens
- 1937 : Il dottor Antonio d'Enrico Guazzoni : Mlle Lucy
- 1955 : Femmes entre elles (Le amiche) de Michelangelo Antonioni : la directrice de l'atelier
- 1955 : L'Aigle rouge (Il principe dalla maschera rossa) de Leopoldo Savona : Giselda

### Télévision
(série américaine)
- 1959 : Naked City, saison 1, épisode 17 Burst of Passion de Stuart Rosenberg : la première femme

### Autres liens externes
- Ressource relative à l'audiovisuel :   - IMDb
- Notices d'autorité :   - VIAF
  - BnF (données)